# Ґославські
Ґославські гербу Окша — польський шляхетський рід. Був представлений у Краківському воєводстві. Члени роду підписувалмись з Бенбельна.

## Представники
- Барбара — дружина краківського каштеляна Валентія Дембінського
- Ян — дідич Клімунтова, «дисидент»
  - Кшиштоф — староста бендзинський, дружини: Анна, донька Каспера Йордана із Заклічина; Дорота Ожельська, роґозінська каштелянка, вдова бендзинського старости Яна Поповського
- Катажина — дружина Павла Стефана Сапіги
- Адам — ротмістр
  - Станіслав
- ім'я нев. — підчаший брацлавський, дружина — Маріанна Боболєцька
- Богуслав — канонік львівський РКЦ 1720 року
- Ельжбета, рідна сестра краківського підкоморія, дружина: підскарбія вел. литовського Матвія Войни, жмудського старости Єроніма Воловича